# Karel Roelandts
Karel Alfons Roelandts, ook Alfons Roelandts, (Kessel-Lo, 16 september 1887 - Linden, 26 juli 1983) was een Belgisch senator en burgemeester.

## Levensloop
De vader van Roelandts was metaalbewerker, lid van de coöperatie De Proletaar, medestichter van de socialistische bond Blauwput in Kessel-Lo en van de Belgische Werkliedenpartij, afdeling Leuven. Het gezin telde negen kinderen.
Op zijn dertiende werkte Alfons in de metaalindustrie. In 1903 werd hij lid van de Socialistische Jonge Wacht en voerde actie tegen de gehate Bloedwet. In 1904 werd hij lid van de Metaalbewerkersbond en van de socialistische ziekenkas, beide in Leuven. Die Metaalbewerkersbond telde tegen 1914 een vijfhonderdtal leden en beschikte over een eigen werkloosheidskas. In 1905 sloot de bond aan bij de Brabantse afdeling van de Nationale Federatie van Metaalbewerkers. Daardoor kon men aan de leden betere sociale voordelen aanbieden. In 1911 werd de federatie omgevormd tot de Centrale der Metaalindustrie van België (CMB).
Roelandts werd hoofdafgevaardigde van de socialistische metaalbewerkers in de automobielfabriek Excelsior in Zaventem en onderhandelde er een collectief akkoord met zijn werkgever. In 1908 werd hij bestuurslid in de federatie Leuven van de BWP en van de Leuvense vakbond van metaalbewerkers.
Bij het begin van de Eerste Wereldoorlog vluchtte Roelandts naar Engeland. Daar sloot hij zich in november 1914 aan bij de Society of Amalgated Toolmakers. In de schoot van de Workers' Union werd een Centrale van Belgische Metaalbewerkers (CBM) gesticht, waar Roelandts in augustus 1915 bij aansloot. Hij werd lid van het comité voor de arbeiders uit het Leuvense en hij stichtte een afdeling van de vakbond in Londen, die weldra duizend leden telde.
In mei 1919 keerde hij naar België terug en werd opnieuw syndicaal afgevaardigde in de autofabriek Excelsior. In augustus 1919 werd hij aangesteld als voltijds secretaris van de vakbond en in 1932 werd hij de adjunct van Léon Jeuniaux. Hij zetelde ook in het paritair comité voor de Kleine Mechaniekbouw.
Tegelijk was hij politiek actief. In 1921 werd hij verkozen tot gemeenteraadslid van Kessel-Lo en was er, met een paar onderbrekingen, schepen tot in 1935 en vervolgens burgemeester tot in 1949. Hij bleef gemeenteraadslid tot in 1958. In 1932 werd hij ook nog provincieraadslid, wat hij bleef tot in 1949.
Hij was in 1922 onder meer medestichter en beheerder, vanaf 1938 voorzitter van de samenwerkende maatschappij voor goedkope woningen Onze Toevlucht.
Van 1925 tot 1949 was hij beheerder van de Federatie van Socialistische en Syndicale Mutualiteiten van de arrondissementen Brussel en Leuven. Hij was ook secretaris van de Leuvense Ziekenkas der Metaalarbeiders, vanaf 1925 aangesloten bij de Federatie van Socialistische en Syndicale Mutualiteiten van de arrondissementen Brussel en Leuven. Hij was stichter en voorzitter van de afdeling Kessel-Lo van deze federatie.
Gedurende de Tweede Wereldoorlog werkte Roelandts opnieuw als ijzerdraaier, nadat hij was afgezet als burgemeester en vervangen door Alfons Vranckx, die in juli 1941 werd opgevolgd door de VNV'er Meurrens. Hij trad toe tot het verzet, werd medeoprichter van de federatie Leuven van de clandestiene Belgische Socialistische Partij en verspreidde sluikbladen zoals Bevrijding, De Werker en Morgenrood. Hij trad ook toe tot het partizanenleger.
Op 16 november 1942 werd hij door de Gestapo gearresteerd en zes maanden vastgehouden in Breendonk, waar hij bij herhaling gefolterd werd. Daarop volgden opsluitingen achtereenvolgens in de Citadel van Hoei en de concentratiekampen van Vucht, Sachsenhausen, Gross-Rosen, Dora en Belsen. In 1945 bevrijd, woog hij bij zijn terugkeer nog amper veertig kilogram. Na enkele maanden verzorging hernam hij zijn mandaten van burgemeester en provincieraadslid.
In 1949 werd hij socialistisch senator voor het arrondissement Leuven en vervulde dit mandaat tot in 1954.